# 函館本線大沼駅貨物列車脱線事故
函館本線大沼駅貨物列車脱線事故（はこだてほんせんおおぬまえきかもつれっしゃだっせんじこ）は、2013年（平成25年）9月19日に北海道亀田郡七飯町で発生した鉄道事故である。函館本線の大沼駅構内を通過中だった東室蘭操車場発熊谷貨物ターミナル駅行きの臨高速貨第8054列車が駅構内のポイント通過時に脱線した。
運輸安全委員会（JTSB）による調査の結果、北海道旅客鉄道（JR北海道）は6月に事故現場で行われた検査時にレールの異常に気づいていながらも補修作業を行っていなかった。その後の調べで、保線事業所44カ所中33カ所でレールの検査データ改ざんが常態的になっていたことが発覚。事故の翌年の2014年、国土交通省はJR北海道に対して「事業改善命令」と「監督命令」を出した。また、2015年には鉄道事業法違反、及び運輸安全委員会設置法違反でJR北海道とJR北海道社員19人が札幌地検に、大沼保線管理室の助役1人が業務上過失往来危険容疑で函館地検にそれぞれ書類送検された。

## 事故の経緯

### 脱線事故にいたるまでの経過
2011年（平成23年）5月27日、石勝線清風山信号場構内で上り特急スーパーおおぞら14号が脱線炎上した。この事故はJR北海道発足後、最も重大な事故とされており、2011年11月に同社は安全基本計画を策定した。この計画では企業風土の改革や安全基盤の強化へ向けた取り組みを行うとしていた。しかし、この計画を打ち出した翌年の2012年には輸送障害件数が5.04件と、他のJR各社と比較して3倍～7倍以上になっていた。2013年7月6日には函館本線を走行していた上り特急北斗14号のエンジン付近から出火する事故が発生。これによって同型のエンジンを積む36両が一時、使用停止となった。さらに、15日には千歳線を走行していた下り特急スーパーおおぞら3号の配電盤から出火、22日には根室本線を走行していたスーパーとかち1号で発煙や油漏れが起きていた。これらの事象を受けて国土交通省はJR北海道に対して東日本旅客鉄道（JR東日本）に車両整備の協力を依頼するよう指示した。また、大沼駅での脱線事故の15日前に当たる2013年9月にJR北海道は安全性確保のために最高速度と運行本数の見直しを行ったばかりであった。

### 脱線

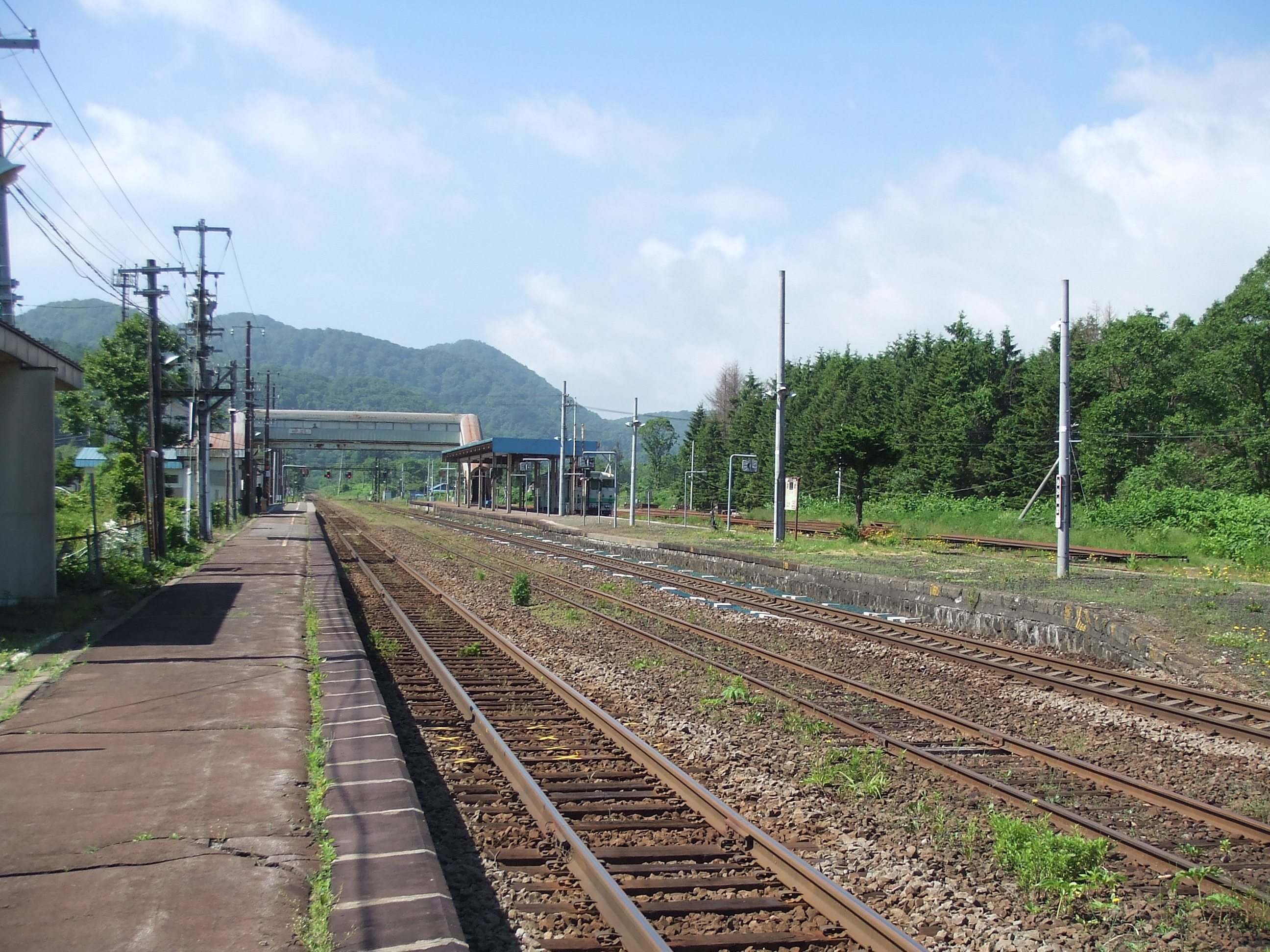
大沼駅構内

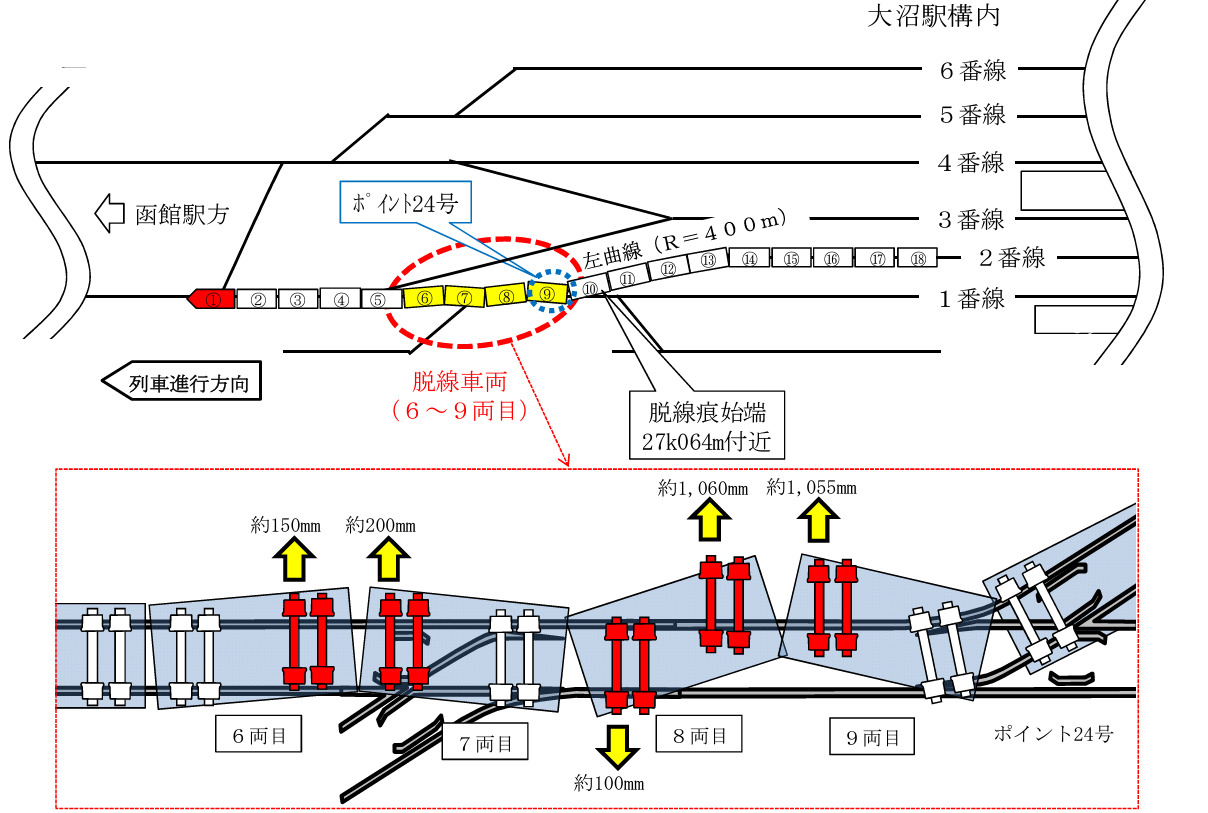
各車両の被害状況

日本貨物鉄道（JR貨物）が運行する臨高速貨第8054列車は東室蘭操車場から熊谷貨物ターミナル駅へ加工用のじゃがいもを輸送する列車貨物列車で、DF200形ディーゼル機関車1両とコキ100系貨車17両の18両編成だった。JST14時04分、8054列車は東室蘭操車場を定刻で出発した。17時15分、定刻より2分遅れで8054列車は函館本線大沼駅2番線に到着した。18時04分、8054列車は定刻で大沼駅を出発、20km/hで力行を開始した。運転士は、大沼駅構内の24号ポイントを通過時に後ろから引っ張られる感覚を感じ、同時にブレーキ管圧力が低下とブレーキシリンダ圧力の上昇を確認したため列車を停止させた。その後、ブレーキを緩解させようとしたが、出来なかったため輸送指令に報告を行った。輸送指令の指示で運転士が確認を行うと、6両目から9両目の貨車が脱線していた。

## 事故調査

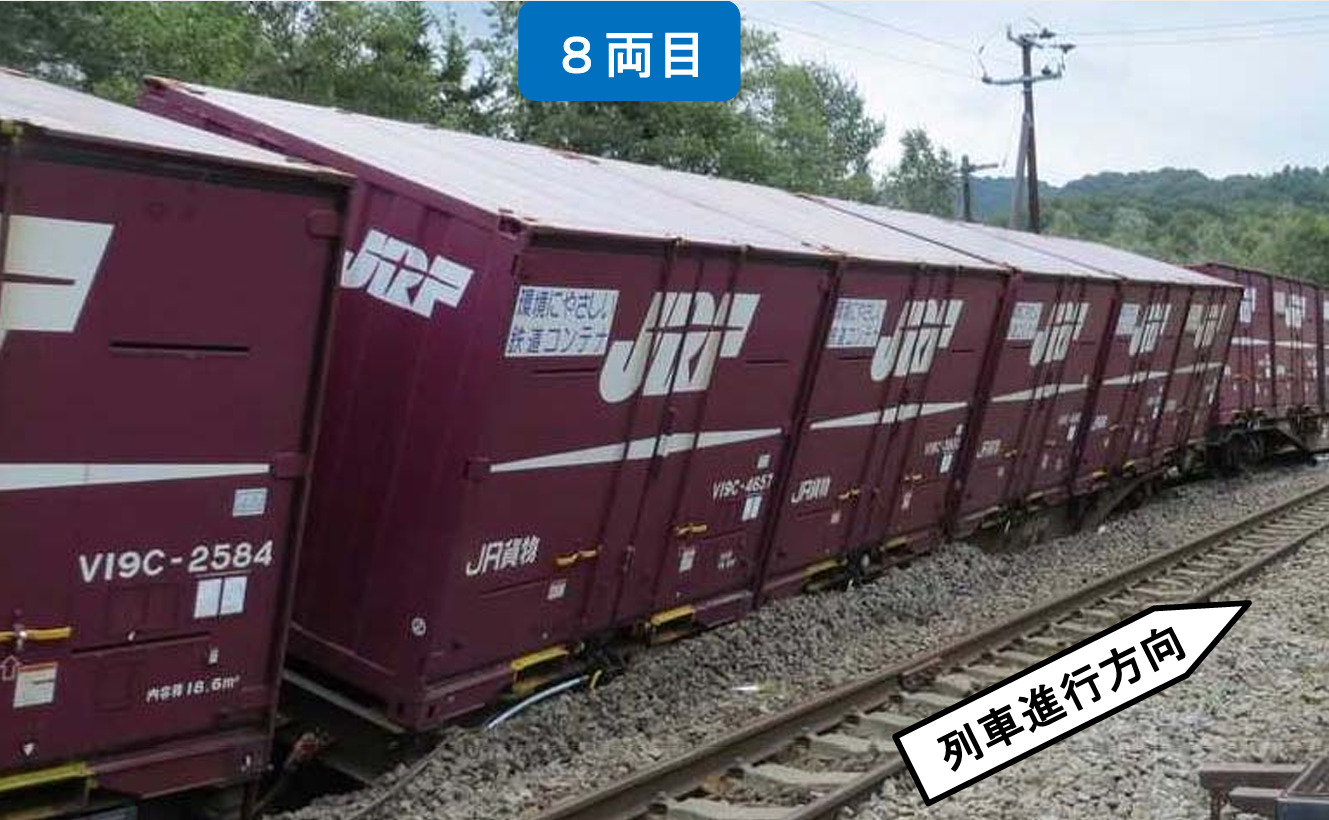
8両目の被害状況

翌20日の10時半頃に運輸安全委員会（JTSB）の調査官が現地入りし、調査を開始した。事故現場のレールはJR北海道が整備などを行っており、JR貨物が線路施設を借り入れる形で使用していた。

### 事故現場のレール
事故現場の大沼駅2番線付近は2013年6月7日に検査が行われていた。JR北海道はJTSBに管理データを提出していたが、これらデータが改ざんされたものであることが判明し、JTSBは生データを基に分析を行った。JR各社ではレールの整備に関する基準として、整備基準値と整備目標値を定めている:5。国土交通省によれば、整備基準値は「列車の走行安全を確保するために緊急に整正作業を発動するために設定された軌道変位の値」、整備目標値は「一定レベルの乗り心地を維持しつつ、緊急の軌道整備作業量を抑制するために設定された軌道変位の値」である:5。分析の結果、レール間の変位（軌間変位）は整備基準値の19mmを大幅に上回る40mmであったことが判明した。データの改ざんは脱線事故の2時間後に大沼管理保線室の社員2人が行っており、さらに保線室の管理を行う函館保線所の社員1人が周辺箇所の改ざんを指示した。この改ざんは本社社員がデータを確認したことによって発覚した。また、脱線が発生した24号ポイントは7月30日に軌間変位が測定されていたが、測定結果が書き直されており、測定値は整備目標値内の値に改ざんされていた。事故現場付近のレールの整備は過去3年間記録が無く、JTSBは長期間にわたって適切な整備が行われていなかったものと推定した。2番線に使用されている枕木についても8月15日に検査が行われており、830本中229本が不良と判定されていたが、交換された形跡は無かった。この理由についてJR北海道は「本線上の枕木交換を優先させたため」と回答している。また、枕木の不良判定については個々の記録が無く、不良となった本数のみの記録となっており、どの箇所の枕木が不良と判定されていたかも分からない状態であった。

### 事故原因
JTSBは適切な整備がなされていなかったため、列車の通過時に横圧が発生し、これによってレールの間隔が広くなり、車輪が内側へ脱線したものと結論づけた。また、JTSBは事故現場を管理していた大沼保線管理室が検査の結果に問わず、適切な整備を行っていなかったこと、管理を行う立場の函館保線所や本社保線課が業務の実態を把握していなかったこと、整備の実施状況を把握する仕組みが無かったことなどを報告書で指摘した。
9月21日、国土交通省はJR北海道に対してレールの緊急点検を指示。JR北海道が行った緊急点検の結果、道内270カ所で整備基準値の超過が発覚した。これら270カ所については、9月25日までに整備が完了した。

## 事故後

### 国土交通省の対応
JR北海道によるデータ改ざん、及びレールの異常放置を受けて国土交通省は特別保安監査を実施した。1回目は9月21日から23日にかけて実施される予定だったが、2度の期間延長に伴い最終的に28日まで期間が延長され、監査人員も9人から20人に増員された。さらに監査範囲も全支社へ拡大した。当時の内閣官房長官の菅義偉は一連の不祥事について「極めて悪質」とし、徹底的な監査を指示した。10月9日から12日にかけて2回目の特別保安監査が16人体制で実施され、11月14日からは3回目の監査が17日まで実施予定だったが、追加の調査が必要となったため無期限の延長を決定、翌2014年1月20日まで延長された。特別保安監査の無期限延長は異例である。なお、3回目の監査については菅義偉内閣官房長官の指示で抜き打ちで行われた。一連の特別保安監査期間中にも、一部車両で自動列車停止装置（ATS）などが作動しても、非常ブレーキがかからない状態となっていたことが発覚。翌2014年12月にも同様の事象が発生した。
国土交通省は一連の監査の結果、2014年2月4日にJR北海道の安全部門のトップである常務取締役鉄道事業本部長の解任を命令、同社は2月7日に後任の人事を発表した。さらに2月10日、国土交通省はデータの改ざんによる虚偽申告と捜査妨害で北海道警察に刑事告発した。鉄道事業法違反で国土交通省が告発を行うのは初のことで、JTSBも運輸安全委員会設置法違反で刑事告発した。また、2015年には鉄道事業法違反、及び運輸安全委員会設置法違反でJR北海道とJR北海道社員19人が札幌地方検察庁に、大沼保線管理室の助役1人が業務上過失往来危険容疑で函館地方検察庁にそれぞれ書類送検された。6月に行われた実際の測定値は本社工務部に提出されていたが、工務部が「おかしい」と指摘したことで大沼保線管理室がデータを改ざんし、本社工務部を通じて国土交通省とJTSBに提出していた。北海道警察は本社工務部が改ざんを黙認していたとみている。また、2016年2月24日、鉄道事業法違反と運輸安全委員会設置法違反でJR北海道工務部副部長ら本社の3人が在宅起訴されたが、2019年2月に無罪判決を言い渡された。両罰規定に基づき、JR北海道は罰金100万円を支払った。

### JR北海道の対策
当初、JR北海道は保線区と本社で異常箇所の相互確認を行っていると発言していたが、後にそのような仕組みが無かったことが明らかとなった。現場の担当者によっては国鉄時代から基準値が変わっていることを知らない場合があった。
JR北海道は測定値が自動で入力される仕組みを取り入れ、数値の改ざんがされにくいよう対策を取ったほか、相互確認の徹底など安全確保の強化を図った。また、枕木のプレストレスト・コンクリートへ交換や、ロングレールの使用を推進し、修繕に関する5カ年計画の策定を行った。
JR北海道は9月19日を「保線安全の日」とし、七飯町にある大沼国際セミナーハウスで保線職員を対象に研修を行っている。2023年にはオンラインで660人の社員が参加した。また、事故現場で使用されていた枕木は札幌市手稲区の北海道旅客鉄道社員研修センター「安全研修館」で展示されている。